# Во лузях

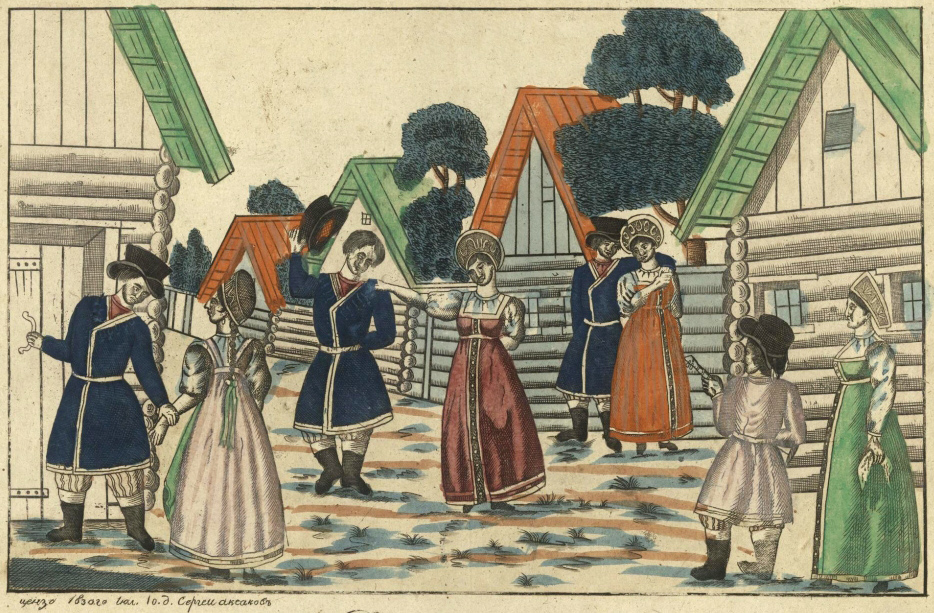
Лубок «Руская пляска» с отрывком из песни «Во лузях». XIX в.

Во лузях  — массовая русская пляска по кругу (хороводная пляска) под одноимённую песню. Во время танца парни и девушки стоят шеренгами лицом друг к другу, поочередно выходят навстречу и пляшут, показывая различные танцевальные фигуры. Танец и песня запечатлены на песенных лубках XIX века.

## Этимология
Песня вероятно возникла ещё в допетровское время, так как слова зачина «во лузях» — древнерусская форма предложного падежа множественного числа слова «луг», сменившаяся формой «в лугах» к началу XVIII века. Григорий Ильинский также предполагает родство с луг.
Во Владимирской губернии словом «лузь, лузи» называли луг, луга́, в Рязанской так называли поросшую лесом низину, в Псковской — замёрзшую лужу, обледенелую дорогу. В XIX веке словом лузь также называли чистое место на заросшем озере, прогалина, плесо.

## Описание танца
На Русском Севере  юноши и девушки становятся друг напротив друга двумя шеренгами. Затем поочередно выходят навстречу поочерёдно пары и под песню «Во лузях» притоптывают и выставляются то одним, то другим боком вперед глядя всё время на партнера («косятся»), а затем сходятся, берутся за руки и вертятся в одну и в другую сторону, «ухватываясь попеременно то правыми, то левыми локтями». Одновременно танцевали две пары. 
В танце проявляется взаимодействие городской (кадриль) и крестьянской (хоровод) хореографической культуры.
В некоторых сёлах песня является свадебной. На деревенских свадьбах существовало исполнение в виде узорчатого хоровода, когда девушки выполняют сложнейшие фигуры «восьмёрки», передвигаясь от избы к избе.

## Песня
«Во лузях» — хороводная песня о любви и надежде девушки на счастливый брак, возможности выбора по любви. Дочь заявляет отцу, что не хочет идти замуж за старого или чересчур молодого, и мечтает о счастливом браке с «ровнюшкой». Известно несколько вариантов песни.
В последней трети XVIII века были опубликованы варианты этой песни, строго выдерживающие композиционную форму тройного параллелизма (повтора). Песня начинается такой картиной:
Во лузях, во лузях, 

Еще во лузях, зелёных лузях, (2) 

Выросла, выросла, 

Выростала трава шелковая, (2) 

Расцвели, расцвели. 

Расцвели цветы лазоревые. (2) 

С той травы, с той травы, 

И я с той травы выкормлю коня, (2)

Выкормлю, выкормлю,

И я выкормлю, выглажу ево, (2)

Поведу, поведу,

Поведу я коня к батюшке. (2)

Батюшка, батюшка.

Уж ты батюшка родимый мой!

Не отдай меня за старого замуж!

Старого, старого я терпеть не могу,

Я со старым и гулять нейду.
Затем звучит желание самой девушки:

Ты отдай меня за ровнюшку, 

Уж я ровнюшку насмерть люблю,

Я со ровнюшкой гулять пойду.
В последней трети XIX века песня подвергалась определенной трансформации, разрушению — записано большое количество вариантов песни, состоящих только из одной её первой части. В этом случае содержание песни сводится только к просьбе девушки к отцу не отдавать её замуж за старого.